# Étoile rouge de Belgrade (football)
Pour les articles homonymes, voir Étoile rouge de Belgrade.
Maillots
Actualités
Dernière mise à jour : 22 octobre 2024.
 (juin 2025).
Si vous disposez d'ouvrages ou d'articles de référence ou si vous connaissez des sites web de qualité traitant du thème abordé ici, merci de compléter l'article en donnant les références utiles à sa vérifiabilité et en les liant à la section « Notes et références ».
Le Fudbalski Klub Crvena Zvezda (en serbe : Фудбалски Клуб Црвена Звезда, traduisible par Football Club de l'Étoile rouge), plus couramment appelé Étoile rouge de Belgrade en français, est un club serbe de football professionnel fondé en 1945 et basé à Belgrade, la capitale du pays.
Section football du club omnisports de l'Étoile rouge de Belgrade, il est, avec 35 titres de champion national, le club le plus titré de tout le territoire de l'ex-Yougoslavie (et donc de Serbie). Le club a également gagné 28 fois la Coupe nationale.
Au niveau européen, l'Étoile rouge de Belgrade a gagné la Coupe des clubs champions européens (il est le seul club slave à l'avoir gagnée), lors de la saison 1990/1991, aux tirs au but, contre l'Olympique de Marseille, au stade San Nicola de Bari. La même année le club gagne la Coupe intercontinentale contre le club chilien de Colo-Colo. L'Étoile rouge est également finaliste de la Coupe UEFA 1978-1979.
D'après des sondages de 2007 et 2008, l'Étoile rouge est le club de football le plus populaire en Serbie, avec près de 50 % de la population du pays qui déclare soutenir le club,. Son principal rival sportif et en termes de popularité est le Partizan Belgrade, les deux clubs s'affrontant régulièrement en championnat dans le cadre du « Derby éternel ».

## Histoire

### L'Étoile avant l'Étoile rouge ou les origines
L'Étoile rouge a été fondée à partir de l'équipe de SK Jugoslavija (de 1929 à 1945), anciennement  FK Velika Srbijia (1913 à 1929)  qui était l'un des deux grands clubs de Belgrade entre 1929 et 1945 (avec le BSK, Beogradski Sporski Klub). Elle a récupéré le stade stadion Jugoslavije (depuis détruit et reconstruit sous le nom de Stade de l'Étoile rouge). L'Étoile rouge a aussi récupéré les couleurs de l'équipe SK Jugoslavija, le rouge et blanc.

#### Origine du nom
Pendant quatre mois, le club portera le nom de Omladinsko (la Jeunesse) et cela jusqu'au 4 mars où elle deviendra l'Étoile Rouge. Le débat du choix du nom a été retranscrit par une dactylo, il a eu lieu entre Slobodan Ćosić et Zoran Žujović après avoir longuement discuté de différents noms possibles : Mladost, Udarnik, Torpedo, Dinamo, Lokomotiva. Ćosić déclara alors presque sans conviction « on pourrait l'appeler l'Étoile ? » Žujović répliqua alors immédiatement « Étoile, d'accord mais, elle sera rouge alors comme le SK Jugoslavija ! ». Par la suite, un membre du comité voulut transformer le rouge en bleu, mais sa tentative fut très vite rejetée, par le parti socialiste de Yougoslavie qui trouvait que l'idée de l'étoile rouge était très bonne, il est à noter que l'idée à la base ne fut pas un choix politique mais une préférence personnelle de couleur, pour lier l'Étoile au FK Velika Srbijia (1913 à 1929) et au SK Jugoslavija (de 1929 à 1945) qui avait les mêmes couleurs, l'Étoile rouge étant la continuité de ces deux clubs.

### Genèse (1946-1950)
Le 12 octobre 1946, la société de culture physique de jeunesse de l'Étoile Rouge fusionna avec une autre société multisports appelée Student (en fait une absorption de ce club par l'Étoile rouge), et le nombre de sections sportives de l'Étoile rouge augmenta. À peine créée, le club rejoint le premier championnat de Yougoslavie d'après-guerre. Cette saison 1946-1947 se conclut par une 3e place. Dès sa deuxième saison, l'Étoile Rouge remporte la Coupe de Yougoslavie. Le club continue de se structurer et en 1948, les sections sportives de l'Étoile rouge furent transformées en clubs, et la société de culture physique de jeunesse de l'Étoile rouge devint la Société sportive de l'Étoile rouge. À partir de 1949, tous les clubs de l'Étoile rouge fonctionnèrent comme entités plus ou moins autonomes. Cette année-là, l'Étoile conserve son titre en Coupe de Yougoslavie et termine à la deuxième place du championnat.

### Premiers succès (1950-1979)

#### Une décennie ponctuée par des succès et un drame (années 1950)
En 1950, l'Étoile Rouge remporte sa troisième coupe d'affilée. Cela constitue un exploit inédit en Yougoslavie. La saison 1950-1951 sera celle du premier succès national. Le titre sera attribué à l'Étoile Rouge en faveur d'une meilleure différence de buts que le Dinamo Zagreb.
Lors de la saison 1952-1953, l'Étoile Rouge remporte le deuxième Championnat de Yougoslavie de sa jeune histoire. Le troisième titre de champion sera remporté lors de la saison 1955-1956. Cette performance permet au club de se qualifier pour la première fois de son histoire en Coupe d'Europe. En effet, ce titre qualifie le club pour la deuxième Coupe des clubs champions européens de l'histoire et pour la Coupe Mitropa. Le parcours en Coupe des clubs champions se terminera en demi-finale. Le club est éliminé par le club italien de l'ACF Fiorentina. La participation à la Coupe Mitropa 1956 sera plus brève car l'Étoile Rouge est éliminée dès son entrée dans la compétition par les Hongrois du MTK Budapest.
Lors de la saison 1956-1957, l'Étoile Rouge conserve son titre de champion de Yougoslavie et se qualifie de nouveau pour les compétitions européennes et régionales. Le parcours en Coupe Mitropa 1957 se terminera en demi-finale par une élimination contre les Hongrois du Vasas SC. Le parcours en Coupe des clubs champions se terminera par une élimination en quarts de finale contre les anglais de Manchester United. La rencontre contre Manchester United sera la cause d'une tragédie historique du football. En effet, l'avion qui transportait l'équipe visiteuse en Angleterre s'écrasa à Munich, peu de temps après son réapprovisionnement en essence. Il y eut huit joueurs de Manchester United parmi les victimes. L'entraîneur Matt Busby et de nombreux joueurs ont été blessés. L'accident est connu sous le nom de crash aérien de Munich.
En 1958, l'Étoile Rouge remporte sa quatrième Coupe de Yougoslavie après huit ans sans succès. Cette saison sera aussi marqué par une 4e place en championnat. Cette bonne position permet au club de se qualifier pour la Coupe du Danube. Cette compétition est une édition non officielle de la Coupe Mitropa. L'Étoile Rouge remporte la double confrontation finale contre les Tchécoslovaques du Ruda Hvezda Cheb. La saison 1958-1959 sera celle du premier doublé Coupe-Championnat de l'histoire de l'Étoile Rouge.
Lors de cette décennie, l'Étoile Rouge participera à plusieurs tournée internationale notamment en Amérique du Sud. Elle représenta la Yougoslavie à la Rio Cup en 1951, mais perdit ses trois matchs contre la Juventus, Nice et Palmeiras à São Paulo. À la suite de cette coupe, elle joua contre Santos. En 1955, l'équipe retourna sur ce continent jouant onze matchs en Argentine, au Brésil et en Uruguay. Pendant l'hiver 1961 - 1962, ils retournèrent, à nouveau, en Amérique du Sud pour jouer 10 nouveaux matchs en Argentine, au Chili, en Colombie et en Uruguay.

#### La confirmation des bons résultats  (années 1960)
Cette décennie commence de la plus belle des manières car l'Étoile Rouge conserve son titre de champion lors de la saison 1959-1960. Lors de la saison suivante, l'Étoile Rouge sera le dauphin de son éternel rival qui y est le Partizan Belgrade. Ce classement permet au club de se qualifier pour la première fois en Coupe des villes de foires ancêtre de la Coupe UEFA. La participation de l'Étoile Rouge à cette édition se terminera par une élimination contre les Espagnols du CF Barcelone.
Les deux années suivantes seront moyennes, le club finissant à chaque fois en dehors du podium et ne participera qu'une seule fois à une compétition européenne la Coupe des villes de foires. Cette participation se déroule lors de l'édition 1962-1963 et se terminera en quarts de finale, par une élimination contre les Italiens de l'AS Rome.
Lors de la saison 1963-1964, l'Étoile Rouge retrouve le succès en réalisant un doublé Coupe-Championnat. Les trois saisons suivantes sont moins fructueuses et l'Étoile Rouge ne participe qu'à deux éditions de la Coupe des villes de foires. Ces deux participations seront brèves. L'Étoile réalise de nouveau un doublé lors de la saison 1967-1968. Lors de cette saison, l'Étoile Rouge remporte aussi, pour la deuxième fois de son histoire, la Coupe Mitropa. Cette édition de la coupe se terminera par un succès 4-1 à Belgrade contre les Tchécoslovaques du Spartak Trnava. La saison 1968-1969 se terminera par un titre de champion de Yougoslavie.

#### Une décennie marqué par une finale de Coupe UEFA (années 1970)
Lors de la saison 1969-1970, l'Étoile Rouge remporte un nouveau doublé Coupe-Championnat. La saison suivante sera plus compliquée en championnat car l'Étoile Rouge ne terminera qu'à la 6e position du classement. Malgré cela, la saison est un succès, le club remporte d'abord la Coupe de Yougoslavie. Ensuite, la saison est marquée par un parcours en Coupe des clubs champions remarquables. En effet, l'Étoile Rouge se qualifie pour les demi-finales. Lors de ces demi-finales, le club affronte les Grecs du Panathinaïkos. Le match aller se déroule à Belgrade au Stade de l'Étoile rouge devant 100 000 spectateurs. La rencontre se termine par une victoire 4-1 durant laquelle Stevan Ostojić réalise un triplé. Le match retour se déroule en Grèce à Athènes et l'Étoile Rouge s'incline sur le score de 3-0. Ce score élimine le club en vertu de la règle des buts marqués à l'extérieur.
La saison 1971-1972 sera marquée par une 2e place en championnat qualificative pour la deuxième édition de la Coupe UEFA. Cette saison est aussi marquée par une élimination en quarts de finale de la Coupes des coupes contre les Russes du FK Dynamo Moscou. Après deux ans sans triompher en championnat, l'Étoile Rouge retrouve le succès lors de la saison 1972-1973. Lors de le club se fait éliminer en Coupe UEFA par les Anglais de Tottenham Hotspur.
Lors de l'édition 1973-1974 de la Coupe des clubs champions, l'Étoile Rouge élimine au deuxième tour de la compétition les anglais du Liverpool FC. Finalement, l'Étoile Rouge se fait éliminer au tour suivants, les quarts de finale, par les Espagnols de l'Atlético Madrid. La saison suivante, l'Étoile Rouge participe à la Coupe des coupes. Durant cette édition, l'Étoile Rouge rencontre en quarts de finale les espagnols du Real Madrid. Le match aller se déroule à Madrid au Stade Santiago-Bernabéu devant 100 000 spectateurs et se termine par une victoire 2-0 du Real Madrid. Le match retour se déroule lui à Belgrade au Stade de l'Étoile rouge devant aussi 100 000 spectateurs. La rencontre se termine par une victoire 2-0 de l'Étoile Rouge, ce qui conduira les deux équipes aux tirs au but. Cette épreuve sourit à l'Étoile Rouge qui se qualifie ainsi pour les demi-finales où ils affronteront les Hongrois de Ferencváros. Le match aller se déroule à Budapest au Népstadion devant 55 000 spectateurs et se termine par une victoire 2-1 des Hongrois. Le match retour qui se déroule à Belgrade réunit 100 000 spectateurs. Alors que l'Étoile Rouge mène 2-1, un penalty transformé en faveur de Ferencváros élimine les Yougoslaves.
Lors de la saison 1976-1977, l'Étoile Rouge remporte de nouveau le titre de champion national. L'Étoile Rouge enchaînera ensuite une 2e et une 3e place.

##### Un parcours historique en Coupe UEFA (1979)

Composition des équipes de la finale retour de la Coupe UEFA 1978-1979

Le parcours en Coupe UEFA 1978-1979 commence par une confrontation contre le club est-allemand du BFC Dynamo. L'Étoile Rouge se qualifie grâce à la règle des buts marqués à l'extérieur. Au tour suivant, les Yougoslaves affrontent les Espagnols du Real Sporting de Gijón. L'Étoile Rouge obtient sa qualification grâce à une victoire 1-0 en Espagne. Pour le tour suivant, ils affrontent les Anglais d'Arsenal. Après une victoire 1-0 à Belgrade, l'Étoile Rouge obtient sa qualification grâce à un nul 1-1 à Londres. En quarts de finale, le club est opposé de nouveau à des Anglais. Il se qualifie à la suite d'une victoire 1-0 à domicile puis d'un match nul 1-1 à l'extérieur contre West Bromwich Albion.
Pour les demi-finales, il ne reste en dehors de l'Étoile Rouge que des clubs allemands. Le club sera opposé au Hertha BSC Berlin. Le match aller qui se déroule à Belgrade se conclut par une victoire 1-0 de l'Étoile rouge. Le match retour se déroule à Berlin à l'Olympiastadion devant 75 000 spectateurs. Les Berlinois mènent 2-0 dès la 18e minutes et les Yougoslaves n'arrivent pas à faire la différences. À la 74e minute, Miloš Šestić marque un but pour l'Étoile Rouge qui les qualifie provisoirement. Le score ne bouge plus jusqu'à la fin de la rencontre et l'Étoile Rouge de Belgrade se qualifie pour la première fois de son histoire en finale de la Coupe UEFA.
En finale, le club est opposé aux Borussia Mönchengladbach, la finale est une opposition aller-retour. Le match aller se déroule à Belgrade au Stade de l'Étoile rouge devant 95 000 spectateurs et se termine avec un score de 1-1. Le match retour se déroule au Rheinstadion à Düsseldorf devant 55 000 personnes. À la 15e minute, Allan Simonsen transforme un penalty en faveur des Allemands. Ce sera le seul but de la rencontre qui se termine par le sacre des Allemands.

### La fin d'une époque et titre en Coupe des clubs champions (1979-1992)
L'après finale européenne commence bien pour l'Étoile Rouge qui remporte le titre de champion lors de la saison 1979-1980. La saison suivante est marquée par un nouveau titre en championnat et par un parcours en Coupe des clubs champions qui se termine en quarts de finale contre les Italiens de l'Inter Milan.
Lors de la saison 1981-1982, l'Étoile Rouge échoue à remporter le titre de champions et échoue à la 2e en championnat. Cependant, un triomphe en finale de la Coupe de Yougoslavie permet au club de s'adjuger dixième coupe de son histoire. La saison suivante est plus compliquée et l'Étoile Rouge ne termine qu'à la 5e place du championnat. L'Étoile Rouge remporte son quinzième titre de champion lors de la saison 1983-1984. La saison suivante, le club ne termine qu'à la 4e place du championnat et remporte de nouveau la coupe nationale.
La saison 1985-1986 est marqué par une polémique autour de la 34e journée et le titre revient après une sanction de la fédération à l'Étoile Rouge. Cependant, un an plus tard, une décision de justice yougoslave annule ce titre et le donne à l'éternel rival le Partizan Belgrade. Cependant, l'Étoile Rouge conserve sa place en Coupe des clubs champions et ne se fera éliminer qu'en quarts de finale par le Real Madrid.
L'Étoile Rouge remporte de nouveau le titre de champion lors de la saison 1987-1988 et se qualifie pour la Coupe des clubs champions suivante. Durant cette édition, l'Étoile Rouge se fait éliminer dès le deuxième tour aux tirs au but par l'AC Milan. Lors de la saison 1989-1990 et remporte un nouveau doublé Coupe-Championnat et se qualifie pour la Coupe des clubs champions. Lors de la saison 1990-1991, le club conserve le titre de champion.

#### Parcours historique en Coupe des clubs champions (1991)

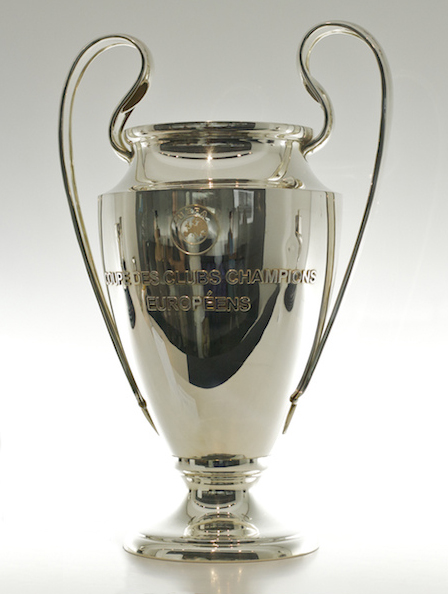
L'étoile rouge de Belgrade, champion d'Europe 1991.

Composition des équipes de la finale de la Coupe des clubs champions européens 1990-1991

L'édition 1990-1991 de la Coupe des clubs champions est historique pour l'Étoile Rouge et le football yougoslave en général. Le parcours commence par une double confrontation contre les suisses du Grasshopper Zurich. L'Étoile Rouge remporte la double confrontation 5-2 et se qualifie pour le deuxième tour. Pour ce tour, ils affrontent les Écossais des Rangers et l'Étoile Rouge se qualifie grâce à une victoire 3-0 à domicile. En quarts de finale, l'Étoile Rouge affrontera un clubs d'Allemagne de l'Est le Dynamo Dresde. Le match aller se déroule à Belgrade et se conclut par une victoire 3-0 de l'Étoile Rouge. Le match retour fut lui interrompu à la 78e minute pour cause de bagarres alors que l'Étoile rouge de Belgrade menait 2-1. Ils remportèrent le match par forfait et se qualifient pour les demi-finales où ils affronteront le club allemand du Bayern Munich.
La demi-finale aller se déroule à Munich à l'Olympiastadion devant 55 000 personnes et se termine par une victoire 2-1 de l'Étoile Rouge. Le match retour se déroule à Belgrade au Stade de l'Étoile rouge devant 80 000 personnes et le Bayern Munich mène 2-1 à partir de la 66e minute. À la 90e, l’allemand Klaus Augenthaler marque un but contre son camp qui porte le score à 2-2 et qualifie l'Étoile Rouge pour la finale.
La finale opposera l'Étoile rouge au club français de l'Olympique de Marseille. Elle se déroule en un match unique qui a lieu en Italie à Bari au Stade San Nicola. La finale réunit 56 000 personnes et le score est de 0-0 à la fin du temps réglementaire. Les prolongations ne changeront pas le score et le match se terminera aux tirs au but. Le français Manuel Amoros rate le premier penalty marseillais alors que tous ceux de l'Étoile Rouge sont réussis. Darko Pančev marque le penalty vainqueur pour l'Étoile Rouge. Le club remporte ce soir-là le premier et seul titre européen majeur du football yougoslave.

#### Une Coupe intercontinentale et bouleversement en Yougoslavie (1991-1992)
Le titre européen qualifie l'Étoile Rouge pour la Coupe intercontinentale 1991 où le club affronte en un match les Chiliens de Colo-Colo. La rencontre se joue au Japon, plus précisément au Stade olympique national à Tokyo. La rencontre se termine sur une victoire 3-0 de l'Étoile Rouge de Belgrade. Le club dispute aussi la Supercoupe de l'UEFA 1991 qui se déroule en Angleterre à Manchester. L'Étoile Rouge affronte donc à cette occasion le club de Manchester United dans son antre. La rencontre se solde par une victoire 1-0 des mancuniens.
En Coupe des clubs champions, l'Étoile Rouge échoue dans la toute nouvelle phase de groupe à accéder à la finale de ce qui sera la dernière Coupe des clubs champions.
Durant la saison 1991-1992, l'Étoile Rouge remporte le dernier titre de champion de Yougoslavie. À cause de la Guerre de Yougoslavie les clubs yougoslaves dont l'Étoile Rouge ne participeront pas aux compétitions européennes.

### Une période trouble (1992-2006)

Ancien logo.

En conséquence de la guerre, l'Étoile Rouge participe à un nouveau championnat de Yougoslavie. Ce championnat ne comprend plus que les clubs situé dans ce qui deviendra la Serbie-et-Monténégro. L'Étoile Rouge remporte la coupe nationale en 1992, avant de remporter son premier championnat lors de la saison 1994-1995 et de réaliser par la même occasion un doublé coupe-championnat. Ce titre coïncide aussi à la fin de la suspension des clubs yougoslaves aux compétitions européennes. Le club se qualifie pour la Coupe UEFA 1995-1996 et se fera éliminer dès le premier tour par le club suisse de Neuchâtel Xamax.
L'Étoile Rouge remporte la coupe en 1996 et se qualifie pour la Coupe des coupes. Le club s'y fera éliminer en huitièmes de finale par le FC Barcelone futur vainqueur de l'épreuve. Le club remporte de nouveau la coupe en 1997 et se qualifie pour sa dernière Coupe des coupes. Le club est éliminé dès les seizième de finale par le club belge du Germinal Ekeren.
Le club remporte de nouveau un doublé lors de la saison 1999-2000 et se qualifie pour les tours préliminaires de la Ligue des champions 2000-2001 après neuf ans d'absence de la compétition. Le parcours de l'Étoile Rouge se termine au dernier tour de qualification par une défaite contre les ukrainiens du Dynamo Kiev. Lors de cette saison, le club conserve son titre en championnat et échoue de nouveau à se qualifier pour la phase de groupe de la Ligue des champions 2001-2002 en se faisant éliminer par les allemands du Bayer Leverkusen. En 2003, l'Étoile Rouge remporte de nouveau la coupe nationale.
Lors de la saison 2003-2004, le club réalise un nouveau doublé coupe-championnat. Le club échoue lors de l'édition 2004-2005 de la Ligue des Champions à se qualifier pour la phase de groupe en tombant contre le PSV Eindhoven. Le club réalise de nouveau un doublé lors de la saison 2005-2006. À la fin de cette saison la Serbie-et-Monténégro est dissoute et le club évoluera maintenant dans le championnat de Serbie.
Le parcours en Coupe UEFA 2005-2006 marque le retour de l'Étoile Rouge en phase de groupe d'une compétition européenne. En effet, le club élimine au dernier tour qualificatif le club portugais du SC Braga. L'Étoile Rouge finira à la 4e place sur 5 dans cette phase de groupe et se fait éliminer. Le club aura réussi à gagner qu'un seul match, celui à Belgrade contre l'AS Rome.

### L'Étoile Rouge en Serbie (depuis 2006)
Pour sa première saison en Serbie, le club remporte le championnat et la coupe. La saison suivante l'Étoile Rouge se qualifie pour la phase de groupe de la Coupe UEFA 2007-2008. Cette participation est un échec car le club finit à la dernière place du groupe avec 4 défaites. Lors de la saison 2009-2010 le club remporte la Coupe de Serbie. L'Étoile Rouge participe aussi à la phase qualificative de la première Ligue Europa et est éliminé en barrages par les tchèques du SK Slavia Prague. Le club remporte de nouveau la coupe en 2012. Lors de la Ligue Europa 2012-2013, le club se fait éliminer en barrages par le club français des Girondins de Bordeaux.
Lors de la saison 2013-2014, l'Étoile Rouge remporte le championnat après six ans sans titres. Cependant, le club ne se qualifie pas pour la Ligue des champions 2014-2015 à cause d'un non-respect des règles du fair-play financier.
L'Étoile Rouge remporte de nouveau le titre lors de la saison 2015-2016 et se qualifie pour les tours qualificatifs de la Ligue des champions 2016-2017. Le club se fait éliminer au troisième tour de qualification par les bulgares du PFK Ludogorets Razgrad après des prolongations lors du match retour à Belgrade. Le club est repêché en barrages de la Ligue Europa 2016-2017 mais ce fait éliminer des ce tour-ci par les italiens de l'US Sassuolo.
Le parcours en Ligue Europa 2017-2018 de l'Étoile Rouge est un succès. Premièrement le cllub arrive à se qualifier en phase de groupe en éliminant les russes du FK Krasnodar. L'Étoile rouge de Belgrade participera ainsi pour la première fois à la phase de groupe de la Ligue Europa. Dans un groupe constitué du Arsenal, du 1. FC Cologne et du BATE Borisov l'Étoile Rouge termine à la 2e place avec 2 victoires et 3 nuls et se qualifie pour le seizièmes de finale. Pour ce tour-ci le club affrontera les russes du CSKA Moscou. Le match aller se déroule à Belgrade au Stade de l'Étoile rouge devant 36 000 personnes. La rencontre se termine sur un score de 0-0. Le match retour se déroule au VEB Arena à Moscou devant 19 000 personnes et se termine sur le score de 1-0 en faveur des russes. Le parcours européens de l'Étoile Rouge se termine donc en seizième de finale. En championnat l'Étoile Rouge est sacré championne.
Le parcours en Ligue des champions 2018-2019 est un succès car le club réussit à se qualifier en phase de groupe de la Ligue des champions après 26 ans d'absence. Pour cela le club élimine en barrages le club du Red Bull Salzbourg. En phase de groupe l'Étoile rouge affrontera le Paris Saint-Germain, Liverpool et le SSC Naples. Durant cette édition, lors d’un match face au PSG, le club serbe est visé par une enquête de l'UEFA concernant des soupçons de match truqué, un dirigeant de l'Étoile rouge étant soupçonné d'avoir parié sur un revers de son équipe par cinq buts d'écart (le PSG l'a emporté 6-1). Le club serbe réussira durant cette phase de groupe à obtenir un nul à domicile (0-0) contre le SSC Naples avant de battre le futur vainqueur de l'épreuve Liverpool FC sur le score de 2-0, grâce à un doublé de Milan Pavkov.
En remportant le championnat de la saison 2018-2019, l’Étoile Rouge de Belgrade remporte son trentième titre national et reçoit la troisième étoile sur son logo. L'Étoile rouge conserve son titre lors d'une saison 2019-2020 perturbée par la pandémie de Covid-19, ainsi que lors de la saison 2020-2021.

## Bilan sportif

### Palmarès
| Compétitions nationales | Anciennes compétitions nationales | Compétitions internationales |
| --- | --- | --- |
| - Championnat de Serbie (11) : - Champion : 2006-07, 2013-14, 2015-16, 2017-18, 2018-19, 2019-20, 2020-21, 2021-22, 2022-23, 2023-24 et 2024-25. - Vice-champion : 2007-08, 2009-10, 2010-11, 2011-12, 2012-13, 2014-15 et 2016-17. - Coupe de Serbie (8) : - Vainqueur : 2006-07, 2009-10, 2011-12, 2020-21, 2021-22, 2022-23, 2023-24 et 2024-25. - Finaliste : 2016-17 et 2018-19. | - Championnat de Yougoslavie (1923-1992) (19) : - Champion : 1951, 1952-53, 1955-56, 1956-57, 1958-59, 1959-60, 1963-64, 1967-68, 1968-69, 1969-70, 1972-73, 1976-77, 1979-80, 1980-81, 1983-84, 1987-88, 1989-90, 1990-91 et 1991-92. - Vice-champion : 1948-49, 1950, 1952, 1960-61, 1971-72, 1977-78, 1981-82, 1985-86 et 1988-89. - Championnat de Serbie-et-Monténégro (1992-2006) (5) : - Champion : 1994-95, 1999-00, 2000-01, 2003-04 et 2005-06. - Vice-champion : 1992-93, 1993-94, 1995-96, 1996-97, 1997-98, 2001-02, 2002-03 et 2004-05. - Coupe de Yougoslavie (1923-1992) (12) : - Vainqueur : 1947-48, 1948-49, 1950, 1957-58, 1958-59, 1963-64, 1967-68, 1969-70, 1970-71, 1981-82, 1984-85 et 1989-90. - Finaliste : 1952, 1953-54, 1972-73, 1979-80, 1987-88 et 1990-91. - Coupe de Serbie-et-Monténégro (1992-2006) (9) : - Vainqueur : 1992-93, 1994-95, 1995-96, 1996-97, 1998-99, 1999-00, 2001-02, 2003-04 et 2005-06. - Finaliste : 1991-92, 2000-01, 2002-03 et 2004-05. - Supercoupe de Yougoslavie (1969-1989) (2) : - Vainqueur : 1969 et 1971. | - Coupe des clubs champions européens (1) : - Vainqueur : 1990-91. - Coupe intercontinentale (1) : - Vainqueur : 1991. - Coupe Mitropa (2) : - Vainqueur : 1958 et 1967-68. - Coupe UEFA : - Finaliste : 1978-79. - Supercoupe de l'UEFA : - Finaliste : 1991. |

### Bilan par saison (depuis 2006)
| Saison    | Championnat | Championnat | Championnat | Championnat | Championnat | Championnat | Championnat | Championnat | Championnat | Championnat | Coupe de Serbie     |
| Saison    | Division    | Pos         | Pts         | J           | V           | N           | D           | BP          | BC          | Diff        | Coupe de Serbie     |
| --------- | ----------- | ----------- | ----------- | ----------- | ----------- | ----------- | ----------- | ----------- | ----------- | ----------- | ------------------- |
| 2006-2007 | 1re         | 1er         | 74          | 32          | 23          | 5           | 4           | 55          | 27          | +28         | Vainqueur           |
| 2007-2008 | 1re         | 2e          | 75          | 33          | 21          | 12          | 0           | 65          | 22          | +43         | Demi-finales        |
| 2008-2009 | 1re         | 3e          | 59          | 33          | 17          | 8           | 8           | 59          | 32          | +27         | Demi-finales        |
| 2009-2010 | 1re         | 2e          | 71          | 30          | 23          | 2           | 5           | 53          | 17          | +36         | Vainqueur           |
| 2010-2011 | 1re         | 2e          | 70          | 30          | 22          | 4           | 4           | 52          | 18          | +34         | Demi-finales        |
| 2011-2012 | 1re         | 2e          | 68          | 30          | 21          | 5           | 4           | 57          | 18          | +39         | Vainqueur           |
| 2012-2013 | 1re         | 2e          | 62          | 30          | 20          | 2           | 8           | 55          | 35          | +20         | Quarts de finale    |
| 2013-2014 | 1re         | 1er         | 72          | 30          | 23          | 3           | 4           | 66          | 27          | +39         | Quarts de finale    |
| 2014-2015 | 1re         | 2e          | 64          | 30          | 19          | 7           | 4           | 46          | 20          | +26         | Huitièmes de finale |
| 2015-2016 | 1re         | 1er         | 95          | 37          | 30          | 5           | 2           | 97          | 27          | +70         | Huitièmes de finale |
| 2016-2017 | 1re         | 2e          | 94          | 37          | 30          | 4           | 3           | 93          | 33          | +60         | Finale              |
| 2017-2018 | 1re         | 1er         | 100         | 37          | 32          | 4           | 1           | 96          | 19          | +77         | Quarts de finale    |
| 2018-2019 | 1re         | 1er         | 102         | 37          | 33          | 3           | 1           | 94          | 20          | +74         | Finale              |
| 2019-2020 | 1re         | 1er         | 78          | 30          | 25          | 3           | 2           | 68          | 18          | +50         | Demi-finales        |
| 2020-2021 | 1re         | 1er         | 108         | 38          | 35          | 3           | 0           | 114         | 20          | +94         | Vainqueur           |
| 2021-2022 | 1re         | 1er         | 100         | 37          | 32          | 4           | 1           | 95          | 19          | +76         | Vainqueur           |
| 2022-2023 | 1re         | 1er         | 97          | 37          | 30          | 7           | 0           | 96          | 19          | +77         | Vainqueur           |
| 2023-2024 | 1re         | 1er         | 77          | 30          | 25          | 2           | 3           | 77          | 22          | +55         | Vainqueur           |
| 2024-2025 | 1re         | 1er         | 86          | 30          | 28          | 2           | 0           | 106         | 22          | +84         | Vainqueur           |

Légende
- Vainqueur de la compétition.
- Finaliste ou vice-champion de la compétition.
- Troisième de la compétition.

### Bilan européen
L'Étoile rouge est l'équipe ayant connu le plus de succès en tant que compétiteur européen à travers toute la Serbie et la Yougoslavie; elle a été qualifiée cinquante-et-une fois en coupe d'Europe, devenant championne d'Europe en 1991. Les autres résultats notables sont une demi-finale en 1962 et une finale de la Coupe de l'UEFA en 1979, deux demi-finales de Coupe des clubs champions européens en 1957 et 1971 et une demi-finale de Coupe d'Europe des vainqueurs de coupe en 1975.
| Compétition                | Titres | P  | M   | V   | N  | D   | BP  | BC  | Diff. |
| -------------------------- | ------ | -- | --- | --- | -- | --- | --- | --- | ----- |
| Ligue des champions (C1)   | 1      | 30 | 167 | 73  | 34 | 60  | 301 | 242 | +59   |
| Coupe des coupes (C2)      | -      | 6  | 34  | 12  | 10 | 12  | 64  | 43  | +21   |
| Ligue Europa (C3)          | -      | 31 | 165 | 70  | 42 | 53  | 253 | 207 | +46   |
| Supercoupe de l'UEFA       | -      | 1  | 1   | 0   | 0  | 1   | 0   | 1   | -1    |
| Coupe intercontinentale    | 1      | 1  | 1   | 1   | 0  | 0   | 3   | 0   | +3    |
| Coupe des villes de foires | -      | 4  | 21  | 9   | 2  | 10  | 32  | 29  | +3    |
| Total                      | 2      | 73 | 389 | 165 | 88 | 136 | 653 | 522 | +131  |

## Personnalités du club

### Présidents du club
Le tableau suivant présente la liste des présidents du club depuis 1948.
| Rang | Nom                | Période   |
| ---- | ------------------ | --------- |
| 1    | Mita Miljković     | 1948-1951 |
| 2    | Isa Jovanović      | 1951-1952 |
| 3    | Sava Radojčić      | 1952-1954 |
| 4    | Dragoslav Marković | 1954-1955 |
| 5    | Milić Bugarčić     | 1955-1956 |
| 6    | Dragoje Đurić      | 1956      |
| 7    | Dušan Blagojević   | 1956-1960 |
| 8    | Milić Bugarčić     | 1960-1963 |

| Rang | Nom                 | Période   |
| ---- | ------------------- | --------- |
| 9    | Radovan Pantović    | 1963-1965 |
| 10   | Dušan Blagojević    | 1965-1968 |
| 11   | Nikola Bugarčić     | 1968-1977 |
| 12   | Radovan Pantović    | 1977-1981 |
| 13   | Brana Dimitrijević  | 1981-1982 |
| 14   | Vlastimir Purić     | 1982      |
| 15   | Miladin Šakić       | 1982-1987 |
| 16   | Svetozar Mijailović | 1987-1993 |

| Rang | Nom                   | Période   |
| ---- | --------------------- | --------- |
| 17   | Dragan Džajić         | 1998-2004 |
| 18   | Dragan Stojković      | 2005-2007 |
| 19   | Toplica Spasojević    | 2007-2008 |
| 20   | Dobrivoje Tanasijević | 2008-2009 |
| 21   | Vladan Lukić          | 2009-2012 |
| 22   | Dragan Džajić         | 2012-2014 |
| 23   | Svetozar Mijailović   | 2014-     |

### Entraîneurs du club
Le tableau suivant présente la liste des entraîneurs du club depuis 1946.
| Rang | Nom                  | Période   |
| ---- | -------------------- | --------- |
| 1    | Branislav Sekulić    | 1946      |
| 2    | Svetislav Glišović   | 1946-1948 |
| 3    | Aleksandar Tomašević | 1948-1950 |
| 4    | Ljubiša Broćić       | 1951      |
| 5    | Žarko Mihajlović     | 1951      |
| 6    | Branislav Sekulić    | 1952      |
| 7    | Žarko Mihajlović     | 1952-1953 |
| 8    | Ljubiša Broćić       | 1953-1954 |
| 9    | Boško Ralić          | 1954      |
| 10   | Milovan Ćirić        | 1954-1957 |
| 11   | Miša Pavić           | 1957-1964 |
| 12   | Ivan Toplak          | 1964-1966 |
| 13   | Miljan Miljanić      | 1966-1974 |
| 14   | Miljenko Mihić       | 1974-1975 |
| 15   | Milovan Ćirić        | 1975-1976 |
| 16   | Gojko Zec            | 1976-1978 |
| 17   | Branko Stanković     | 1978-1982 |
| 18   | Stevan Ostojić       | 1982-1983 |
| 19   | Gojko Zec            | 1983-1986 |
| 20   | Velibor Vasović      | 1986-1988 |

| Rang | Nom                 | Période   |
| ---- | ------------------- | --------- |
| 21   | Branko Stanković    | 1988-1989 |
| 22   | Dragoslav Šekularac | 1989-1990 |
| 23   | Ljupko Petrović     | 1990-1991 |
| 24   | Vladica Popović     | 1991-1992 |
| 25   | Milan Živadinović   | 1992-1994 |
| 26   | Ljupko Petrović     | 1994-1996 |
| 27   | Vladimir Petrović   | 1996-1997 |
| 28   | Vojin Lazarević     | 1997      |
| 29   | Milorad Kosanović   | 1997-1998 |
| 30   | Vojin Lazarević     | 1998-1999 |
| 31   | Miloljub Ostojić    | 1999      |
| 32   | Zvonko Radić        | 1999      |
| 33   | Slavoljub Muslin    | 1999-2001 |
| 34   | Zoran Filipović     | 2001-2003 |
| 35   | Slavoljub Muslin    | 2003-2004 |
| 36   | Ljupko Petrović     | 2004      |
| 37   | Milovan Rajevac     | 2004      |
| 38   | Ratko Dostanić      | 2004-2005 |
| 39   | Walter Zenga        | 2005-2006 |
| 40   | Dušan Bajević       | 2006-2007 |

| Rang | Nom                 | Période   |
| ---- | ------------------- | --------- |
| 41   | Boško Đurovski      | 2007      |
| 42   | Milorad Kosanović   | 2007      |
| 43   | Aleksandar Janković | 2007-2008 |
| 44   | Zdeněk Zeman        | 2008      |
| 45   | Čedomir Janevski    | 2008-2009 |
| 46   | Siniša Gogić        | 2009      |
| 47   | Vladimir Petrović   | 2009-2010 |
| 48   | Ratko Dostanic      | 2010      |
| 49   | Aleksandar Kristić  | 2010      |
| 50   | Robert Prosinečki   | 2010-2012 |
| 51   | Aleksandar Janković | 2012-2013 |
| 52   | Ricardo Sá Pinto    | 2013      |
| 53   | Slaviša Stojanovič  | 2013-2014 |
| 54   | Nenad Lalatović     | 2014-2015 |
| 55   | Miodrag Božović     | 2015-2017 |
| 56   | Boško Đurovski      | 2017      |
| 57   | Vladan Milojević    | 2017-2019 |
| 58   | Dejan Stanković     | 2019-2022 |
| 59   | Milos Milojevic     | 2022-2023 |
| 60   | Barak Bakhar        | 2023      |
| 61   | Vladan Milojevic    | 2023-     |

### Joueurs du club

#### Récompenses individuelles
National
| Saison | Nom             | Buts |
| ------ | --------------- | ---- |
| 1951   | Kosta Tomašević | 16   |
| 1953   | Todor Živanović | 17   |
| 1959   | Bora Kostić     | 25   |
| 1960   | Bora Kostić     | 19   |
| 1969   | Vojin Lazarević | 22   |
| 1973   | Vojin Lazarević | 25   |
| 1975   | Dušan Savić     | 20   |
| 1977   | Zoran Filipović | 21   |
| 1979   | Dušan Savić     | 24   |
| 1990   | Darko Pančev    | 25   |
| 1991   | Darko Pančev    | 34   |
| 1992   | Darko Pančev    | 25   |

| Saison | Nom            | Buts |
| ------ | -------------- | ---- |
| 1993   | Anto Drobnjak  | 22   |
| 1997   | Zoran Jovičić  | 21   |
| 1998   | Saša Marković  | 27   |
| 2004   | Nikola Žigić   | 19   |
| 2005   | Marko Pantelić | 21   |

| Saison | Nom                 | Buts |
| ------ | ------------------- | ---- |
| 2008   | Nenad Jestrović     | 13   |
| 2011   | Andrija Kaluđerović | 13   |
| 2014   | Dragan Mrđa         | 19   |
| 2016   | Aleksandar Katai    | 21   |
| 2018   | Aleksandar Pešić    | 25   |

International
| Ballon d'or - 2nd: Darko Pančev (1991) - 2nd: Dejan Savićević (1991) - 3rd: Dragan Džajić (1968) | Soulier d'or européen - Darko Pančev (1991) | Meilleurs buteurs de la Ligue des champions - Borislav Cvetković (1987) | Joueurs en or de l'UEFA - Dragan Džajić (2003) - Darko Pančev (2003) |

| Rang. | Joueur            | Période          | Apparitions |
| ----- | ----------------- | ---------------- | ----------- |
| 1     | Dragan Džajić     | 1963–75; 1977–78 | 389         |
| 2     | Bora Kostić       | 1951–61; 1962–66 | 341         |
| 3     | Vladimir Petrović | 1972–82          | 332         |
| 4     | Jovan Aćimović    | 1965–76          | 318         |
| 5     | Boško Đurovski    | 1978–89          | 299         |
| 6     | Rajko Mitić       | 1945–58          | 294         |
| 7     | Vladica Popović   | 1953–65          | 291         |
| 8     | Miloš Šestić      | 1974–84          | 277         |
| 9     | Ratomir Dujković  | 1964–74          | 266         |
| 10    | Miroslav Pavlović | 1967–74          | 264         |

| Rang. | Joueur                  | Période          | Buts |
| ----- | ----------------------- | ---------------- | ---- |
| 1     | Bora Kostić             | 1951–61; 1962–66 | 230  |
| 2     | Dragan Džajić           | 1963–75; 1977–78 | 155  |
| 3     | Dušan Savić             | 1973–82          | 149  |
| 4     | Zoran Filipović         | 1970–80          | 138  |
| 5     | Kosta Tomašević         | 1945–54          | 137  |
| 6     | Vojin Lazarević         | 1966–70; 1972–74 | 134  |
| 7     | Darko Pančev            | 1988–92          | 116  |
| 8     | Rajko Mitić             | 1945–58          | 109  |
| 9     | Mihajlo Pjanović        | 1999–03          | 92   |
| 10    | El Fardou Ben Nabouhane | 2018-23          | 83   |

### Effectif professionnel actuel
En grisé, les sélections de joueurs internationaux chez les jeunes mais n'ayant jamais été appelés aux échelons supérieurs une fois l'âge-limite dépassé ou les joueurs ayant pris leur retraite internationale.

## Stade

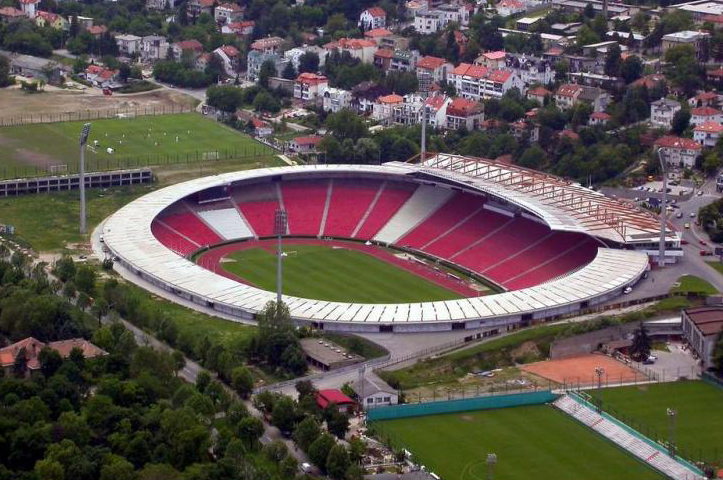
Stade Rajko Mitić en vue aérienne

Le terrain du FK Étoile rouge de Belgrade accueillant ses matchs à domicile est le stade de l'Étoile rouge. Il a une capacité de 55 538 places assises, ce qui en fait le plus grand stade de  Serbie. Du fait de son ancienne capacité supérieure à 100 000 places, le stade est souvent appelé Marakana d'après le nom du célèbre stade brésilien. Il a été inauguré en 1963, après sa construction qui avait commencé trois ans auparavant.
Dans les années 2000, la capacité du stade descend à 55 538 places pour des raisons de sécurité.[réf. nécessaire]
En 2014, le Bureau Directeur de l'Étoile Rouge de Belgrade décide de renommer le stade en stade Rajko Mitić , en hommage au légendaire attaquant puis entraîneur décédé en 2008.

## Image et identité du club

### Culture interne
Les supporters des différentes sections de sport d'équipe de l'Étoile rouge sont connus sous le nom de Delije. Cette dénomination peut se traduire approximativement par « jeunes gens courageux et braves » ou plus simplement « les héros ». Ils se concentrent généralement du côté Nord du stade de l'Étoile rouge. Les Delije ont été impliqués dans les célèbres émeutes du Dinamo Zagreb-Étoile Rouge en 1990, qui mirent en évidence, à l'époque, les tensions ethniques au sein de la Yougoslavie. Le chant Srbija do Tokija (lit. La Serbie jusqu'à Tokyo) tient son origine de ces supporters, à la suite de la victoire en Coupe intercontinentale de 1991 à Tokyo. Il a été adopté par la suite par des paramilitaires serbes pendant les différentes guerres de Yougoslavie au cours des années 1990.[réf. nécessaire]
Le principal club rival de l'Étoile Rouge est le FK Partizan. Les matchs opposant les deux équipes sont connus comme « l'Éternel derby » (sr) вечити дерби, Večiti derbi. Le record d'affluence pour un match Étoile rouge-Partizan se situe à 108 000, la plus faible affluence à 8 000 pour un match de demi-finale de coupe de Serbie en 2005. En championnat, le derby a été joué 133 fois; l'Étoile rouge l'a remporté à 57 occasions et le Partizan 34 fois. En matchs de coupe, l'Étoile rouge a gagné 17 des 31 oppositions pour 10 victoires du Partizan.[réf. nécessaire]
Outre cette rivalité, l'Étoile rouge à des liens d'amitié particuliers avec deux clubs, l'Olympiakos Le Pirée (jumelage entre les Delije et la Gate 7) en Grèce et le Spartak Moscou en Russie. L'union des groupes de supporters de ces 3 clubs est appelée « Orthodox brothers » (frères orthodoxes). Au lendemain de la déclaration unilatérale d'indépendance du Kosovo, les Delije ainsi que le peuple serbe en général furent soutenus par de nombreux groupes[Qui ?] divers et variés.

### Logo

Différents logo de l'Étoile rouge de Belgrade
Logo utilisé entre 1995 et 2010